# العبرية الحديثة
العبرية الحديثة هي اللغة المستخدمة حاليا في الحديث عند المواطنين اليهود في إسرائيل، واستعارت العبرية الحديثة العديد من المصطلحات الجديدة من العبرية التقليدية لغة التوراة والتلموذ (اللسان المقدس) ومن عدة لغات مثل العربية والألمانية واليديشية والانگليزية. هي مستخدمة أيضا من قبل بعضا الإسرائيلين العرب.